# Elaphriella meridiana
Elaphriella meridiana là một loài ốc biển sâu trong họ Solariellidae.